# Katsudon
Katsudon (カツ丼) és un plat popular de la cuina japonesa consistent en un bol d'arròs cobert amb una costella de porc arrebossada i fregida, ou, verdures i condiments. El plat pren el nom de les paraules japoneses tonkatsu («costella de porc») i donburi («bol d'arròs»).
S'ha convertit en una tradició contemporània que els estudiants japonesos mengin katsudon la nit abans de fer un examen important. Això es deu al fet que katsu és un homòfon del verb (勝つ), que significa «guanyar» o «ser victoriós». També és un trop cinematogràfic a les pel·lícules policials japoneses quan els sospitosos diuen la veritat amb llàgrimes als ulls després de menjar katsudon i se'ls pregunta: «Has pensat mai en com se sent la teva mare sobre això?».
El tonkatsu per al katsudon es prepara enfarinant la costella, banyant-la en ou i després arrebossant-la amb panko i fregint-la. A continuació, en un brou bullent de dashi, salsa de soia i ceba, es cou el tonkatsu a rodanxes i un ou batut.

## Variants
Altres bols, fets de costella i arròs però sense ou ni brou, també es poden anomenar katsudon, com ara:
- sōsu katsudon («salsa katsudon»): amb salsa tonkatsu[5] o salsa Worcestershire, en regions com Fukui, Kōfu, Gunma, Aizuwakamatsu i Komagane.
- demi katsudon o domi katsudon: amb mitjaglaça i sovint pèsols, una especialitat d'Okayama.
- shōyu-dare katsudon: amb salsa tare a base de salsa de soia, estil Niigata.
- misokatsu-don: misokatsu tonkatsu amb una salsa feta amb hatchō miso sobre arròs, un dels preferits a Nagoya.

Si la carn de porc es substitueix per vedella s'anomena gyū-katsu-don. Una variació feta amb katsu de pollastre i ou s'anomena oyako katsudon, que es distingeix de l'oyakodon atès que la carn d'aquest darrer no es fregeix.